# 上海造币有限公司
上海造币有限公司，简称上币，隶属于中国印钞造币总公司，是中国政府指定的专门从事法定货币生产的企业，主要从事设计生产国家流通硬币、金属纪念币。企业前身为国民政府中央造幣廠，位于上海市普陀区光复西路17号，是中国目前唯一的钢芯镀镍坯饼生产基地。「上币」商标为上海市著名商标。旧址为上海市文物保护单位。

## 历史沿革

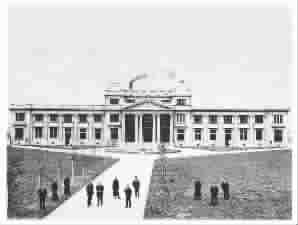
1920年代的上海造币厂

### 北洋政府筹建币厂
1920年，北洋政府开始筹建上海造币厂以建立统一货币制度，钟文耀为首任厂长，由美国费城造币厂专家克利福德·赫维特（Clifferd Hewitt）担任首任技师，建议仿造费城造币厂。

### 中央造币厂时期
1921年3月5日，上海造币厂从中国银行贷款250万元开始建厂，厂址位于苏州河北岸的光复西路17号，占地103亩。主题大楼为一栋古典主义建筑风格的大楼，铸币设备全部从费城造币厂引进，设计生产能力为日产银币40万枚，全部工程由赫维特主持。1928年，上海造币厂更名为中央造币厂，直属国民政府财政部。1930年，中央造币厂厂房竣工，设备安装完毕。
1937年起，中央造币厂因中国抗日战争爆发而内迁数地，先后在武昌、成都、桂林、兰州、昆明建立分厂。1946年遷回上海。1949年5月，国共内战国民党战败导致中央造币廠部分人员及设备迁往台湾。

### 共产党接管造币厂
1949年5月28日，中国人民解放军上海市军事管制委员会金融处接管了中央造币厂，改名为人民造币厂。1954年，人民造币厂改由中国人民银行印制管理局直属领导，成为生产第二、第三套人民币硬币的国营614厂。

### 改革开放后
1981年6月，国营614厂改称中国造币公司上海造币厂，开始从事设计生产普通纪念币。1985年4月，中国造币公司上海造币厂设计制作的1983年版熊猫金币、熊猫银币分获年度世界最佳金币奖、最佳银币奖荣誉，此后不断获得各种荣誉。1992年4月，中国造币公司上海造币厂名称改回上海造币厂。
1990年和2000年，上海造币厂分别从加拿大和南非引进了两条钢芯镀镍坯饼生产线。2005年，上币厂自主研发设计了第三条生产线，成为中国唯一同时也是世界最大的钢芯镀镍坯饼生产基地，上海造币厂也负责生产第四、第五套人民币的硬币。同年12月1日，上海造币博物館開館。
上海造幣廠是1990年北京亚运会獎牌生產商。2008年夏季奥林匹克运动会（北京奥运会）「金镶玉」奖牌设计的重要环节——金属与昆仑玉的结合，工序是由上海造币厂完成的。上海造币厂采用了一種镶嵌方法，将金属的柔韧性与硬脆的玉石这两种不同的材质结合了起来，製成北京奥运会金镶玉奖牌。之後的2010年广州亚运会、2022年北京冬奥会、2022年杭州亞運會等体育賽事的奖牌也是由上海造幣廠制作。

## 图片集

「上币」商标
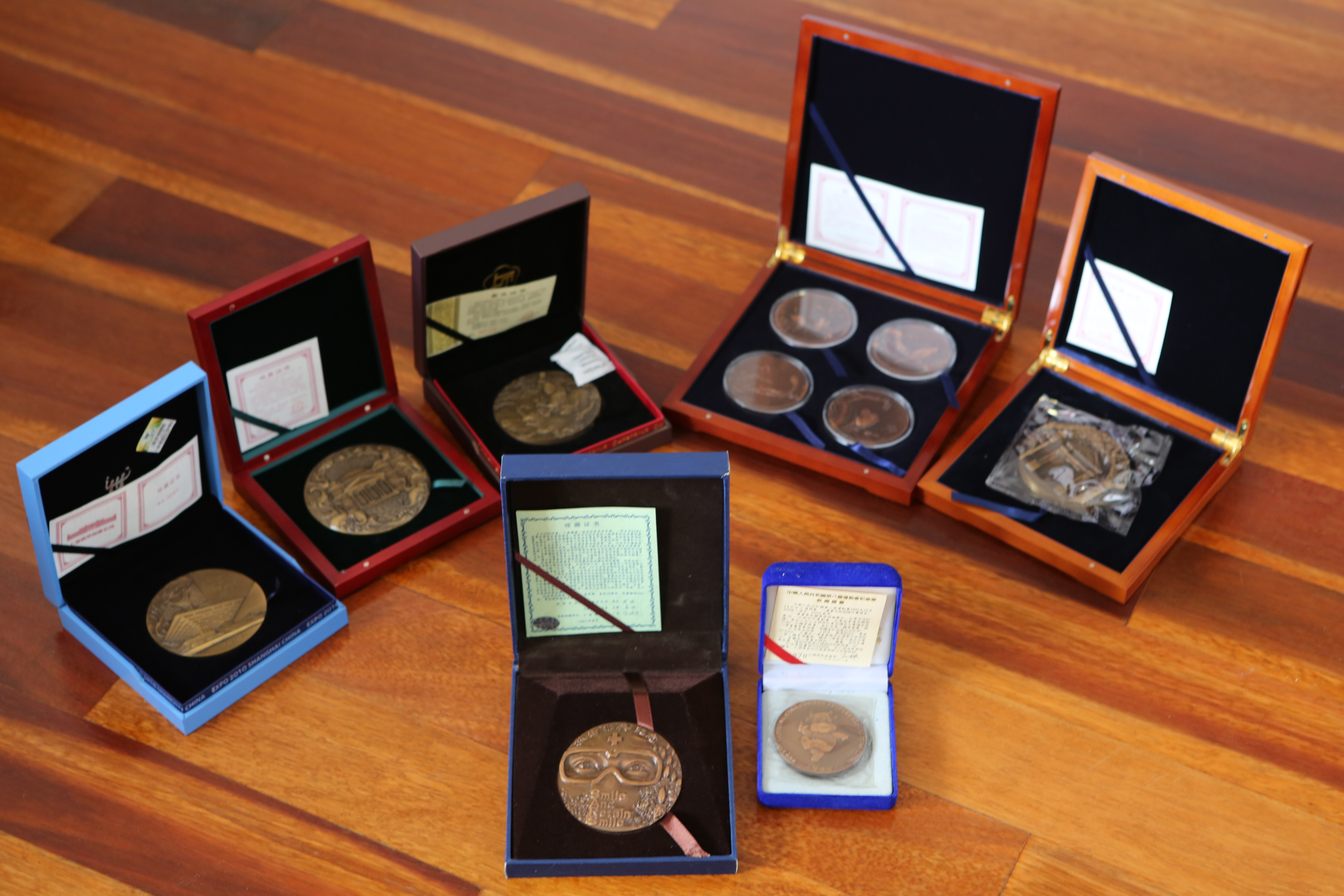
上海造币厂设计的部分大铜章
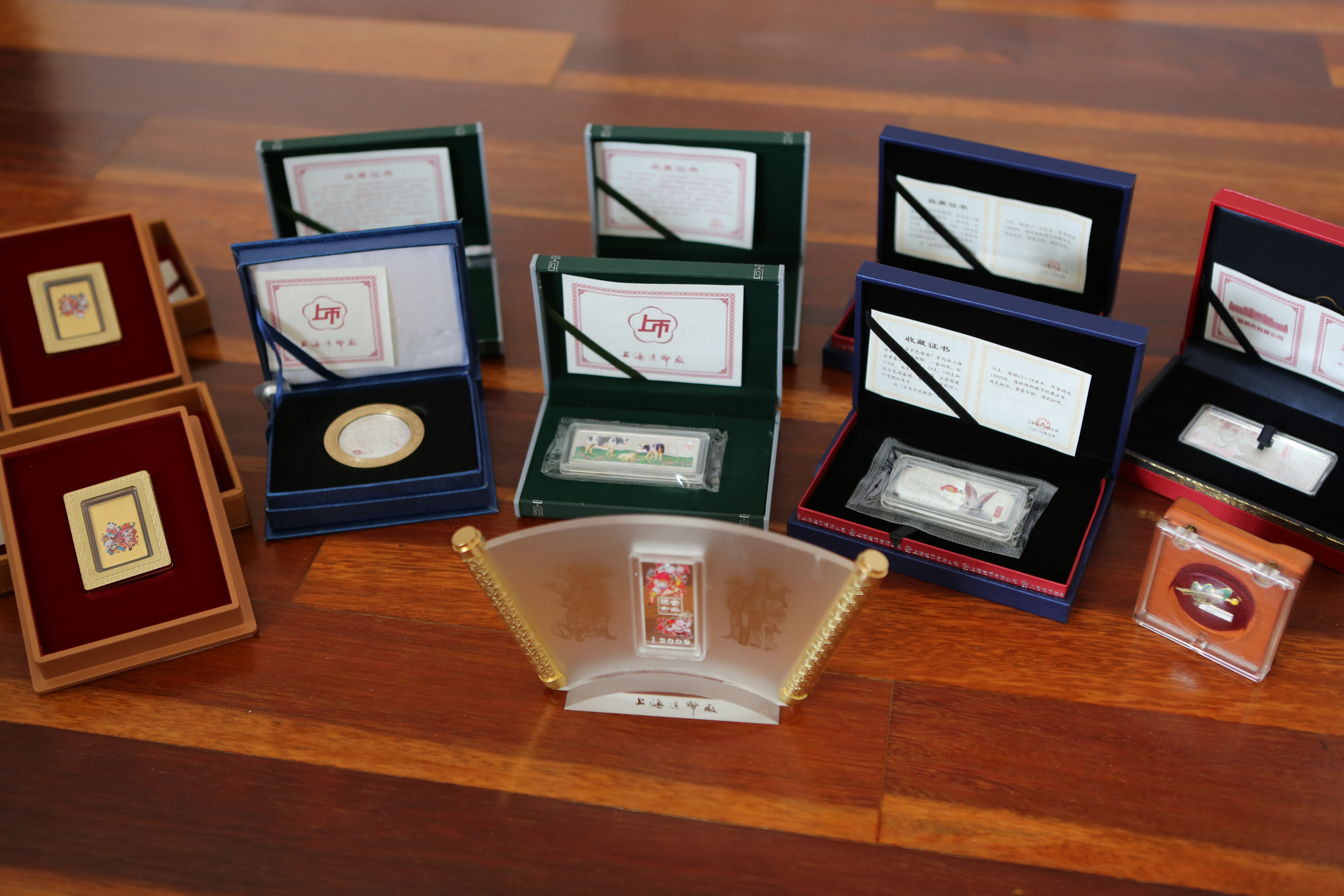
上海造币厂设计的金条、银条银章